# Heiwiller
Heiwiller is een gemeente in het Franse departement Haut-Rhin (regio Grand Est) en telt 181 inwoners (1999). De plaats maakt deel uit van het arrondissement Altkirch.

## Geografie
De oppervlakte van Heiwiller bedraagt 2,0 km², de bevolkingsdichtheid is 90,5 inwoners per km².
De onderstaande kaart toont de ligging van Heiwiller met de belangrijkste infrastructuur en aangrenzende gemeenten.

## Demografie
Onderstaande figuur toont het verloop van het inwonertal (bron: INSEE-tellingen).